# Данський ригсдалер
Ригсдалер (дан. rigsdaler) — історична грошова одиниця Данії XVI—XIX століть. Після повсюдного поширення йоахимсталерів та їх наслідувань на території Європи в першій половині XVI століття більшість великих срібних монет одержала назву «талер». У Данії та інших скандинавських країнах воно трансформувалося у «далер». Спочатку один далер відповідав 1½ маркам або 24 скілінгам. У міру псування дрібної розмінної монети курс повноважної срібної монети підвищувався. У 1625 році встановили чіткі взаємовідносини (1 далер — 6 марок — 96 скілінгів), які проіснували аж до 1813 року. Формування фіксованого обмінного курсу між різними грошовими одиницями не могло зупинити зменшення державної владою утримання у них благородного металу. Повноважна срібна монета, що мала 25,28 г чистого срібла, отримала назву «ригсдалера», за аналогією з німецьким рейхсталером. Поява банкнот, які хоч і були номіновані в ригсдалерах, але не відповідали за вартістю повноважним монетам з однойменною назвою, призвела до виникнення понять «курантного» (друкованого) та «спешесдалера» (карбованого).
У 1813 році на тлі банкрутства держави було введено нову грошову одиницю «ригсбанкдалер». Він містив рівно вдвічі меншу кількість срібла порівняно зі спешесригсдалером. У 1854 році проведена реформа, яка передбачала перейменування ригсбанкалерів на ригсдалералери ригсмент. Водночас у державі відходили від терміна «спешесригсдалер». Крім цього, грошовий обіг залишався тим самим. 27 травня 1873 року між Данією та Швецією було укладено Скандинавський монетний союз, який передбачав відмову від срібного стандарту та уніфікацію грошових одиниць обидвох країн на основі крони вартістю 0,4032 г чистого золота. Обмін проводили до 1 січня 1875 року за курсом 1 данська крона — ½ ригсдалера.
Крім Данії ригсдалери у XVIII—XIX століттях випускали в контрольованих нею німецьких герцогствах Шлезвіг, Гольштейн та Гренландії, а також данській Вест-Індії. У Норвегії, що перебувала з 1397 по 1814 в унії з Данією, випускали власні риксдалери, які в цій статті не розглядаються.

## Передумови появи

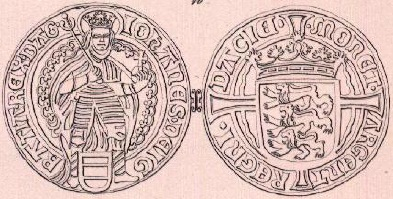
Данський срібний гульден кінця XV століття

У Данії перші великі срібні монети типу талерів викарбували наприкінці XV століття за правління короля Югана (1481—1513). Їхня поява відповідала загальноєвропейським тенденціям грошового обігу та потребам торгівлі. Ще в 1486 році граф Тірольський Сигізмунд у зв'язку з нестачею золота і водночас наявністю срібних копалень у своїй державі випустив велику срібну монету. За вартістю металу (31,7 г срібла 935 проби), що міститься в ній, нова грошова одиниця була еквівалентна золотому рейнському гульдену. За своєю суттю карбування срібного гульдену стало першою у Священній Римській імперії спробою замінити золоті монети срібними аналогами. Нову монету називали «гульдинером» та «гульденгрошем». Данія, яка на той момент включала до свого складу території сучасних Швеції, Норвегії, Фінляндії та Ісландії, не залишилася осторонь нових віянь. У 1496—1497 і 1500 роках у Данії випустили перші срібні гульденгроші.
У 1510—1512 роках в області Рудних гір на північному сході Богемії було відкрито багаті родовища срібла. За наказом місцевого правителя Штефана Шлика у 1516 році було засновано селище рудокопів, яке отримало назву Йоахимсталь (на честь покровителя рудокопів святого Йоакима).
За середньовічними мірками тираж нових гульдинерів був величезний. Всього до 1545 року із срібла копалень Йоахимсталя було викарбувано більше 3 млн екземплярів йоахимсталерів. Це принесло як колосальний дохід сімейству Шликів, так і спричинило їх поширення по всій Німеччині, Чехії, Угорщині та інших країнах. Велика кількість характерних грошових знаків призвела до того, що їх почали називати за місцем карбування «йоахимсталерами», або скорочено «талерами». Ця назва пізніше перейшла на всі типи гульденгрошенів. У Данії воно трансформувалося на далер.

## Ригсдалери в XVI— початку XIX століття
Король Кристіан II (1513—1523) розпорядився карбувати великі срібні монети на зразок тирольських гульденгрошей. Під час його правління у Данії використовували грошові одиниці, ідентичні одиницям Вендського монетного союзу. Данський скілінг та марка відповідали любецьким. Перші далери містили кількість срібла, еквівалентне 1½ маркам або 24 скілінгам. Проте після того, надвичайно широкого поширення набули йоахимсталери, з 1537 року в Данії стали карбувати далери за їх зразком.

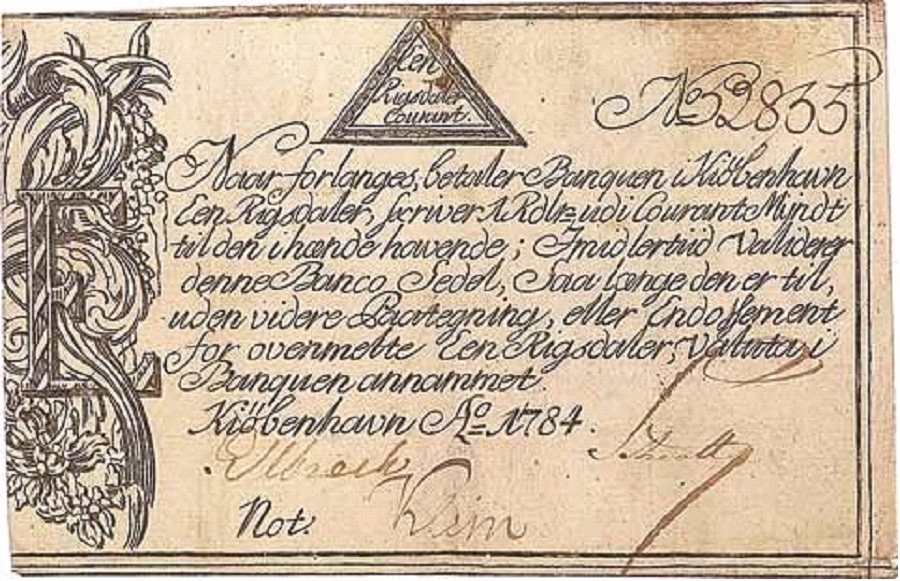
Банкнота 1794 номіналом в 1 курантний ригсдалер

Низка збройних конфліктів, таких як повстання в Швеції, яке закінчилося здобуттям нею незалежності, міжусобна війна 1534—1536 років, що отримала назву « Графської чвари», Північна семирічна війна 1563—1570 років привели до масового псування монети. Курс стабільної великої срібної монети далера щодо дрібної розмінної монети підвищився вдвічі і став складати 4 данські марки. В 1625 році склалася наступна система грошових одиниць: 1 далер — 6 марок — 96 скілінгів. Скіллінг у свою чергу ділився на 12 пенінгів. Одночасно з далером у країні циркулювали срібні крони, рівні 4 маркам. Зазначені співвідношення проіснували до 1813 року.
Формування фіксованого обмінного курсу між різними грошовими одиницями не змогло зупинити псування монети. Чергове суттєве зниження вмісту срібла у скілінгах відбулося під час Великої Північної війни 1700—1721 років. Основними грошовими одиницями у період стали т. зв. «ригсорти» — монети номіналом у 24, 8 та 4 скілінги, викарбувані по стопі 11 1⁄3 ригсдалери (1088 скілінгів) з однієї кельнської марки (233,855 г) чистого срібла. Це було істотно нижче, ніж у наближених за ваговими характеристиками до рейхсталера ригсдалерів, що випускалися по стопі в 9 монети з кельнської марки благородного металу.
Одночасно центральний уряд в 1713 році розпочав випуск банкнот. Вони, хоч і були номіновані в ригсдалерах, не відповідали вартості повноважної срібної монети з однойменною назвою. Це, в свою чергу, призвело до виділення двох грошових одиниць — спешесдалера та курантного ригсдалера, чия вартість визначалася поточним ринковим курсом щодо повноважної срібної монети. З 1748 року в країні надрукували купюри із зазначенням номіналу в курантних ригсдалерах. У XVIII столітті також випускали паперові гроші в «спешесригсдалерах», що передбачало вільний їхній обмін на срібні ригсдалералери. Слід зазначити, що з 1795 року починають карбувати монети із зазначенням «RIGSDALER SPECIES».

## Ригсдалер від реформи 1813 року до припинення існування в 1875 році

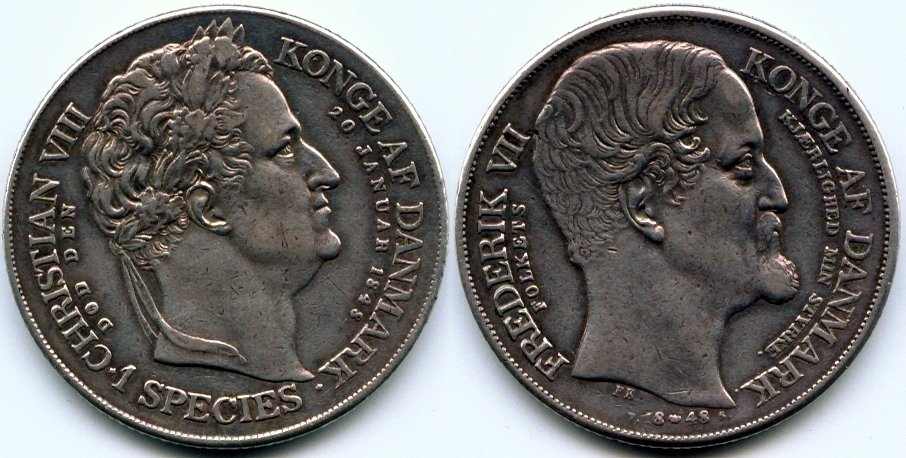
Спешесригсдалер 1848 року

У ході Наполеонівських воєн Данія брала участь у низці конфліктів, які закінчилися її поразкою, втратою низки територій та банкрутством. Фінансовий стан держави погіршувався. Так, якщо в 1794 році ригсдалер курант відповідав 4⁄5 спешесригсдалера, то в 1813 році курс склав 6 до 1. 5 січня 1813 року було оголошено створення нової грошової одиниці — ригсбанкдалера. Одночасно передбачався випуск золотих монет. Залежно від зображеного на них монарха їх називали кристиандорами або фредерикдорами. Враховуючи вагові характеристики ригсбанкдалера (18½ монети з кельнської марки чистого срібла) і фредерикдора (6,6420 г золота 896 проби), а також їх співвідношення 10 ригсбанкдалерів за один золотий, золоті монети При ринковому курсі 1 до 15-16, в Данії 1 г золота в монеті відповідав 21 г срібла в ригсбанкдалері. Тиражі золотих монет були незначними і за своєю суттю практично не впливали на систему грошових відносин у державі.
Ригсбанкдалер містив рівно вдвічі меншу кількість срібла в порівнянні з спешесригсдалером. Були збережені колишні звичні пропорції з розмінними грошовими одиницями: ригсбанкдалер — 6 марок по 16 ригсбанкскіллінгів. На монетах номіналом у 2 ригсбанкдалери вказували «RIGSDALER SPECIES» або «SPECIES». У 1854 році проведена реформа, що передбачала перейменування ригсбанкалерів на ригсдалералерів ригсмент (дан. rigsdaler rigsmønt). Одночасно в державі відходили від терміна «спешесригсдалер». В іншому грошовий обіг, загалом, залишалося колишнім: 1 ригсдалер ригсмент — 96 скілінгів ригсмент, 10 ригсдалерів ригсмент — 1 фредерикдор або кристиандор.
27 травня 1873 року між Данією та Швецією був укладений Скандинавський монетний союз, який передбачав відмову від срібного стандарту та уніфікацію грошових одиниць обох країн на основі крони вартістю 0,4032 г щирого золота. Обмін проводили до 1 січня 1875 року за курсом 1 данська крона — ½ ригсдалералера. Одночасно ввели розмінну одиницю ери, що 1⁄100 крони.

## Шлезвіг-Гольштейнський ригсдалер
Протягом кількох століть, населені переважно німцями землі Шлезвіг-Гольштейна, були включені до складу Данії. Ще в 1460 році першого короля Данії з Ольденбурзької династії Кристіана I проголосили правителем Шлезвіг-Гольштейна, але не як данського короля, а особисто, як герцога даних земель. У наступні кілька століть ці землі ставали причиною збройних конфліктів. З 1773 року Шлезвіг-Гольштейн фактично став данською провінцією. При цьому за герцогствами зберігалася низка привілеїв, у тому числі право на карбування власної монети.
У Шлезвіг-Гольштейні під впливом Данії та поряд розташованих німецьких земель склалася власна система грошового обігу. З 1787 року в герцогствах Шлезвіг і Гольштейн стали карбувати монети, ідентичні за вагою та змістом срібла зі спешесригсдалерами. На відміну від данських, вони поділялися на 60 курантних шилінгів. У наступні роки випускали монети з позначенням номіналу або в курантних шилінгах, або в датських «Reichsbankschilling», або із зазначенням двох одиниць (наприклад «RIGSBANKDALER» і «30 SCHILLING COURANT»). Смерть наприкінці 1863 року бездітного короля Фредеріка VII призвела до припинення династії Ольденбургів на данському престолі. Розбіжності щодо того, хто має керувати цими провінціями, призвели до австро-пруссько-данської війни 1864 року. Результатом стала поразка Данії та вихід з її складу Шлезвіг-Гольштейна.

## Данські колоніальні ригсдалери

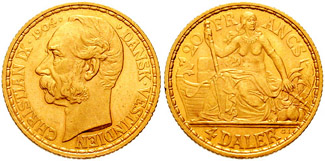
4 вест-індські далери 1904 року

Данська Вест-Індія була колонією, що складалася з трьох островів у Карибському морі — Санта-Крус, Сент-Джон і Сент-Томас. У другій половині XVII століття управління над островами отримала Данська Вест-Індська компанія, потім в 1755 році вони перейшли у власність Данії. Для організації грошового обігу з їхньої території запровадили місцеву грошову одиницю, яка за аналогією з валютою метрополії отримала назву ригсдалер. Вест-індський ригсдалер відповідав 96 скілінгам. Курс вест-індського ригсдалера був меншим щодо ригсдалера метрополії. 1 вест-індський прирівнювався до 4⁄5 курантного датського ригсдалералера. У 1849 році в Данській Вест-Індії провели монетну реформу, яка передбачала децималізацію основної грошової одиниці. Новий вест-індський далер став рівним 5 франкам, 100 центам або 500 бітам. Ця грошова одиниця проіснувала аж до продажу островів США в 1917 року.

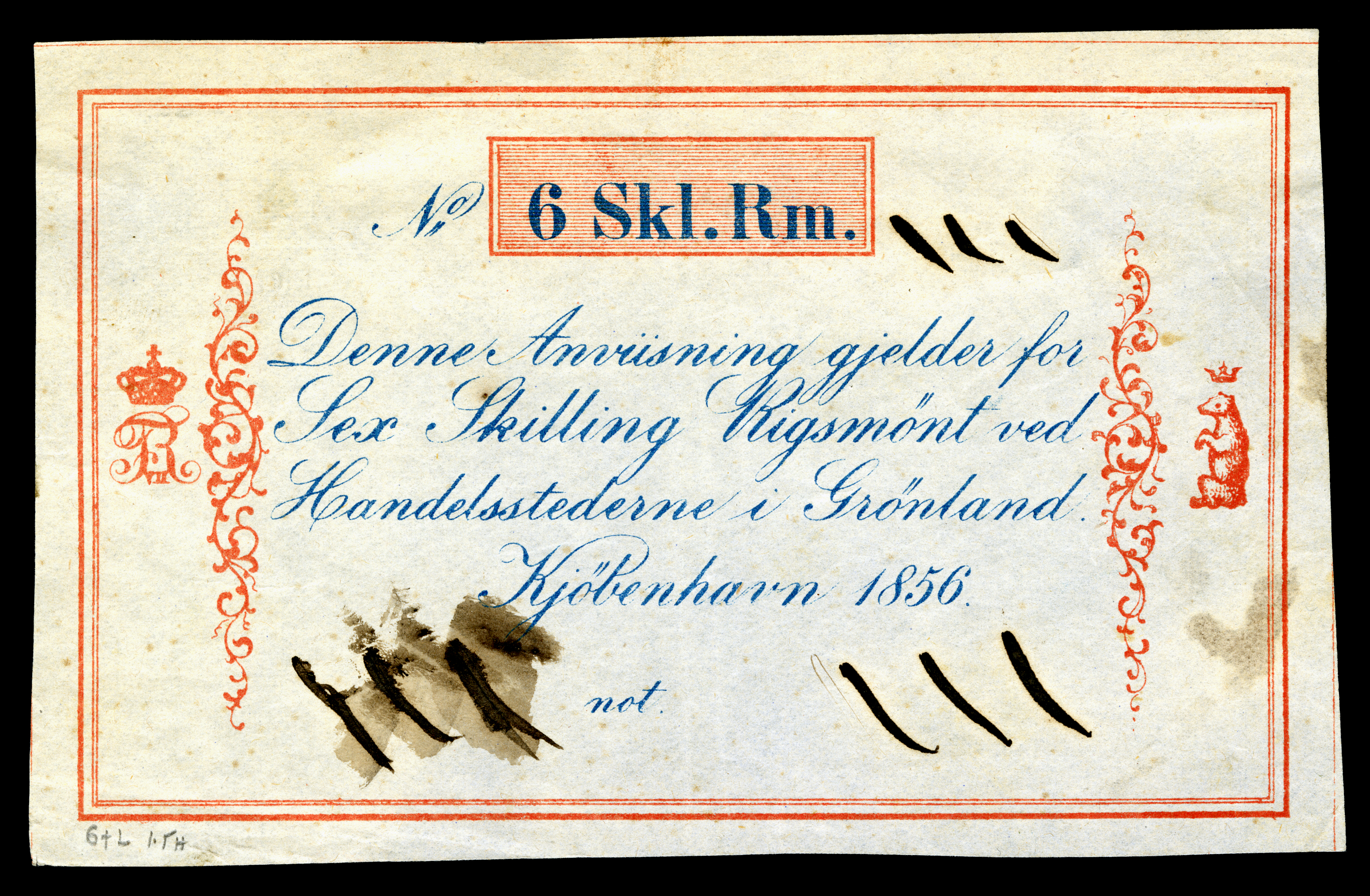
6 гренландських скілінгів (ригсдалералера) ригсмент Королівського гренландського торгового товариства

Після підписання Кальмарської унії в 1397 році Гренландія стала частиною володінь датського короля. Після розірвання дансько-норвезької унії в 1814 році земля відійшла до Данського королівства як колонії. Безпосереднім управлінням найбільшим у світі островом з 1774 року керувало Королівське гренландське торгове товариство (дан. Den Kongelige Grønlandske Handel).
Незважаючи на свої розміри, острів практично безлюдний. Так, за даними на 1888 рік, у підконтрольних Данії гренландських поселеннях проживало близько 10 тисяч осіб. Для забезпечення грошового обігу торговельне товариство періодично з 1803 року випускало банкноти, номіновані за аналогією з метрополією в ригсдалерах, ригсбанкдалерах, скілінгах та ригсдалерах ригсмент.